# Saint-Mards
Saint-Mards är en kommun i departementet Seine-Maritime i regionen Normandie i norra Frankrike. Kommunen ligger i kantonen Bacqueville-en-Caux som tillhör arrondissementet Dieppe. År 2022 hade Saint-Mards 171 invånare.

## Befolkningsutveckling
Antalet invånare i kommunen Saint-Mards
| Referens: INSEE |